# Ryczewo
Ryczewo (kaszb. Ryczewò lub Recowò, niem. Ritzow) – dzielnica Słupska (do 1961 odrębna miejscowość).
W latach 1945–1954 siedziba gminy Ryczewo. W 1961 roku władze miejskie i powiatowe wystąpiły z wnioskiem o przyłączenie Ryczewa do Słupska. Rada Państwa uwzględniła te postulaty zgadzając się na jego przyłączenie z dniem 31 XII 1961. Znajduje się w północnej części miasta. Przed rokiem 1945 Ryczewo było osiedlem willowym dla bogatych mieszkańców miasta. Obecnie w dzielnicy tej mieści się urząd gminy Redzikowo. Ryczewo leży na skraju Lasku Północnego, jednego z największych parków Słupska. Znaczną część okolicy zajmują pola znajdujące się przy granicach miasta.

## Nazwa
Nazwa jest po raz pierwszy wzmiankowana w 1180 w formie Rizzow. Friedrich Lorentz w swoim Slovinzisches Wörterbuch podaje nazwę w pomorskiej redakcji gwarowej Rï̂čɵvɵ wraz z nazwami mieszkańców – zarówno z pominiętym formantem -ɵv-: Rï̂čȯu̯n, Rï̂čȯu̯nkă „ryczewianin, ryczewianka”, jak i w postaci pełnej: Rï̂čɵvjȯu̯n, Rï̂čɵvjȯu̯nkă „ts.”. Nazwa jest pochodzenia słowiańskiego, wywodzi się od nazwy osobowej *Rycz (Ryczko, Ryczek) – forma niemiecka Ritzow stanowi adaptację fonetyczną.
Rada Języka Kaszubskiego proponuje kaszubską formę nazwy Rëczewò.

## Transport
Przez osiedle przebiega droga wojewódzka nr 213 i stanowi jej główną arterię komunikacyjną. Dociera tutaj też linia nr 2 obsługiwana przez MZK Słupsk. Przez osiedle przechodzą 4 linie PKS Słupsk oraz 3 linie obsługiwane przez Nord Express.
Na zachód od dzielnicy biegnie linia kolejowa nr 202 do Gdańska. Przed wojną znajdowała się tam także linia kolejowa do Cecenowa. Zatrzymywała się ona w Ryczewie na nieistniejącej już stacji Słupsk Ryczewo (dworzec został zburzony w 2009 roku).